# Murder One
Murder One es una serie de televisión estadounidense de 41 episodios de 42 minutos, creada por Steven Bochco, Charles H. Eglee y Channing Gibson y difundida entre el 19 de septiembre de 1995 y el 29 de mayo de 1997 en la cadena ABC.

## Resumen
Jessica Costello, una adolescente de 15 años, es asesinada en Hollywood. El asunto incendia los medios de comunicación y el veterano Hoffman, ayudado de su equipo de abogados, intenta hacer la luz sobre este homicidio y sobre la peligrosa vida que llevaba la joven. Entre mentiras, traiciones, adulterios y escándalos, la consejería de Hoffman & Socios tiene que defender lo mejor posible los intereses de su cliente y dilucidar quien fue el asesino.

## Distribución

### Personajes principales
- Daniel Benzali: Ted Hoffman
- Anthony LaPaglia: Jimmy Wyler
- Mary McCormack: Justine Appleton
- Michael Hayden: Chris Docknovich
- Grace Phillips: Lisa Gillespie
- J.C. Mackenzie: Arnold Spivak
- Stanley Tucci: Richard Cross
- Barbara Bosson: Miriam Grasso
- Dylan Baker: Inspector Arthur Paulson
- Patricia Clarkson: Annie Hoffman
- John Fleck: Louis Hines
- Vanessa Williams: Lila Marquette
- Jason Gedrick: Neil Avedon
- D.B. Woodside: Aarón Mosley
- Clayton Rohner: Inspector Vince Biggio
- Jack Kehler: Frank Szymanski

### Personajes secundarios
- Gregory Itzin: Roger Garfield
- Dio Murphy: Francesca Cross
- Linda Carlson: Juez Beth Bornstein
- Bobbie Phillips: Julie Costello
- Kevin Tighe: David Blalock
- Vanessa Zima: Elizabeth Hoffman
- Tia Carrere: Beverly Nichols
- Markus Redmond: Mark Washington
- John Pleshette: Gary Blondo
- Stanley Kamel: Dr Graham Lester
- Adam Scott: Sydney Schneider
- Joe Spano: Ray Velacek

## Episodios
- Todos los episodios tienen un número de capítulo subsecuente (ex : capítulo 1, capítulo 2, etc.).
- La primera estación contiene 23 episodios, y la segunda contiene 18.